# دينيس ووكر
دينيس ووكر (بالإنجليزية: Dennis Walker)‏ (26 أكتوبر 1944 المملكة المتحدة - 11 أغسطس 2003 ستوكبورت المملكة المتحدة) هو لاعب كرة قدم بريطاني سابق كان يلعب كلاعب وسط.